# Marten van Cleve (starszy)
Marten van Cleve (starszy) (ur. 1527 w Antwerpii, zm. 1577 lub 1581 tamże) – niderlandzki malarz i rysownik okresu manieryzmu.

## Edukacja i działalność artystyczna
Pochodził z rodziny malarzy i rysowników flamandzkich wywodzących się z Kleve, a która na przełomie XV i XVI wieku przeniosła się do Antwerpii. Był synem Willema van Cleve Starszego, od 1518 mistrza antwerpskiej gildii św. Łukasza. Miał starszego brata Hendrika van Cleve zwanego również Hendrikiem III oraz młodszego Willema van Cleve. Obaj byli również malarzami i rysownikami. W 1551 roku Marten van Cleve został mistrzem (wijnmeester) antwerpskiej gildii św. Łukasza. W latach 1553–1555 pracował w pracowni Fransa Florisa. Około 1556–1558 założył własną pracownię, gdzie kształciło się kilku późniejszych malarzy, m.in. Hans Jordaens. Uważa się go za twórcę malarskiego wątku tematycznego o „pijącym królu” (fasolowym królu), popularnego w XVII wiecznej Holandii.
Żoną Martena van Cleve była Maria de Greve, z którą ożenił się 7 stycznia 1556. Mieli czterech synów: Gillis II, Marten II, Joris i Nicolaas, a każdy z nich kształcił się w pracowni ojca i został malarzem.

## Twórczość
Tworzył głównie obrazy ze scenami z życia chłopów (wesela i tańce, kiermasze, żołnierze plądrujący wieś) oraz krajobrazy; jego styl przypomina twórczość Pietera Bruegela oraz Pietera Aertsena. Tylko pięć jego dzieł jest sygnowanych i odpowiednio udokumentowanych. Dwa znajdują się w wiedeńskim Kunsthistorisches Museum, a kolejne podpisane i datowane prace w zbiorach Ermitażu, (Petersburg).
| Tytuł obrazu                                           | Rok powstania    | Metoda        | Wielkość          | Miejsce przechowywania           | Uwagi                                                                                                | Grafika |
| ------------------------------------------------------ | ---------------- | ------------- | ----------------- | -------------------------------- | --- | ------- |
| Wnętrze chłopskiej chaty                               | 1555–1560        | olej na desce | 123 × 144 cm,     | Muzeum Historii Sztuki w Wiedniu | obraz sygnowany                                                                                      |         |
| Sprawiony wół                                          | 1566             | olej na desce | 68 × 53,5 cm      | Muzeum Historii Sztuki w Wiedniu | obraz sygnowany                                                                                      |         |
| Panna młoda prowadzona do łoża weselnego               | 1570             | olej na desce | 68,1 × 93,7 cm    | kolekcja prywatna                | (sprzedany na aukcji Christie's 20–21 listopada 2013 w Amsterdamie)                                  |         |
| Ślubna procesja                                        |                  | olej na desce | 155,3 X 256 cm    | kolekcja prywatna                | obraz sprzedany na aukcji Christie's w 2014 roku                                                     |         |
| Bójka chłopów z pielgrzymem                            | II połowa XVI w. | olej na desce | 93,5 × 126 cm     | Muzeum Narodowe we Wrocławiu     | |         |
| Dobry pasterz                                          |                  | olej na desce | 49,9 × 73 cm      | kolekcja prywatna                | obraz sprzedany na aukcji Sotheby's                                                                  |         |
| Bijatyka między żołnierzami i chłopami                 | 1565–1570        | olej na desce | 47,3 × 51 cm      | Muzeum Historii Sztuki w Wiedniu | |         |
| Wnętrze kuchni                                         | 1565             | olej na desce | 81 x 116 cm       | Skokloster                       | |         |
| Taniec chłopski w tawernie                             | 1565             | olej na desce | 169,9 × 220,7 cm. | kolekcja prywatna                | |         |
| Żebracy                                                | 1579             | olej na desce | 191,8 × 269,2 cm  | Ermitaż                          | obraz sygnowany i datowany                                                                           |         |
| Chrystus w drodze na Kalwarię                          | 1567             | olej na desce | 84,7 x 127 cm     | kolekcja prywatna                | obraz sygnowany i datowany P. BRVGEL / AN 1567, sprzedany na aukcji domu aukcyjnego Sotheby's w 2013 |         |
| Wiejski kiermasz św. Sebastiana i uroczystości weselne | 1567             | olej na desce | 110,5 x 172 cm    | kolekcja prywatna                | sprzedany na aukcji domu aukcyjnego Sotheby's w 2015                                                 |         |
| Dzień św. Sebastiana                                   | 1567             | olej na desce | 137,2 × 270,5 cm  | kolekcja prywatna                | sprzedany na aukcji domu aukcyjnego Christie's w 2013                                                |         |
| Masakra niewiniątek                                    |                  | olej na desce | 92,4 x 125,6 cm   | kolekcja prywatna                | sprzedany na aukcji domu aukcyjnego Christie's w 2014                                                |         |
| Wiejski kiermasz św. Sebastiana i uroczystości weselne |                  | olej na desce | 173,2 × 251,7 cm  | kolekcja prywatna                | sprzedany na aukcji londyńskiego domu aukcyjnego Christie's w 2013, sygnowany MVC                    |         |